# Шева Аломар
Шива Аломар (яп. シェバ・アローマ Sheba Arōma, англ. Sheva Alomar) — игровой персонаж игрового сериала Resident Evil, созданного компанией Capcom. Впервые появилась в 2008 году в качестве оперативника военизированной группировки «BSAA» при ООН (англ. Bioterrorism Security Assessment Alliance) и нового напарника Криса Редфилда. Персонаж был очень хорошо оценен критиками.

## Концепция и дизайн
За основу при создании модели Шевы Аломар разработчики использовали образ австралийской актрисы Мишель Ван Дер Уотер, озвучиванием персонажа и его движениями занималась Карен Дайер. Шева, описываемая как «новый главный герой», уже существовала на ранних этапах создания игры, но её лицо и облик менялся несколько раз. Это объясняется тем, что разработчики искали «правильный вид», который бы «объединил два качества — женскую привлекательность и силу сражающейся женщины». Фактически внутриигровые модели Шевы были созданы для некоторых из предварительного идей, согласно которым она была гражданским лицом, партизаном, а также военачальником.

## Появление

### ВResident Evil
Шева Аломар впервые появляется в игре Resident Evil 5, в качестве напарницы Криса Редфилда. Когда ей было восемь лет, её родители погибли в результате, казалось бы, несчастного случая на заводе. Её взял к себе дядя, воспитывая вместе с семью другими детьми. В конце концов, Шева сбежала из дядиного дома и была найдена водителем грузовика, который забрал её к себе и ухаживал за ней. Сама же Шева не знала, что новый опекун входит в партизанский отряд, борющийся против местной власти. Вскоре она узнала, что случилось с её родителями: на заводе, принадлежащем корпорации Umbrella, на самом деле проходили финальные испытания био-органического оружия (БОО). При поддержке местных властей после завершения испытаний Umbrella уничтожила завод и деревню Шевы — вместе со всеми её жителями.
Ненависть к корпорации побуждает Шеву присоединиться к активной борьбе. В пятнадцать лет Шева связалась с американскими оперативниками, чтобы остановить продажи корпорацией биологического оружия. С её помощью оперативники остановили сделку и задержали продавца Umbrella. Человек, изначально связавшийся с Шевой, предложил ей шанс начать свою жизнь заново в Америке.
Через месяц она соглашается и эмигрирует в США, а через два года поступает в университет — английский для неё уже через шесть месяцев был как родной. По окончании учёбы её благодетель предложил ей присоединиться к «BSAA» (англ. Bioterrorism Security Assessment Alliance), международной организации по борьбе с биологическими угрозами по всему миру, действующей под эгидой американского правительства, ООН и вымышленного «Глобального Фармацевтического Консорциума». В то время как Umbrella уже несколько лет как распалась, ненависть Шевы к ней привела Аломар к вступлению в 2008 году в ряды «BSAA».
Шева была определена в подразделение Джоша Стоуна, на восьмимесячное обучение, в котором она весьма преуспела. После завершения подготовки она стала оперативным агентом и вскоре была направлена в отдел «BSAA» по Западной Африке. В самом начале миссии по расследованию очередного происшествия, в деревушке района Кижуджу (англ. Kijuju), её назначили новым напарником оперативника-ветерана организации Криса Редфилда — после того, как он потерял предыдущего партнёра, Джилл Валентайн. Обоим в этой миссии предстояло найти и взять очередного теневого торговца биооружием, Рикардо Ирвина…

### В других медиа
В рекламных роликах, посвящённых Resident Evil 5, роль Шевы исполняла Найя Хилл. В качестве голоса и движений персонажа была использована актриса Карен Дайер, также позировавшая для календаря на 2009 год, одетая как Шева в различные костюмы из игры.

### В товарах
В 2009 году, в серии RE5, появились две экшен-фигурки персонажа от NECA и Hot Toys. Также были представлены фигурки, выпущенные только в Японии: одна экшен-фигурка от Square Enix и комплект от SomaliCraft.

## Отзывы и критика
Шева была встречена, в основном, очень позитивными отзывами, особенно для новичка в серии, показанного только в одной игре. Уже в 2007 году, UGO.com поставил персонажа 7-м в топ «игровая красотка» всех времён, отметив, что «RE5 ещё не вышла, но мы видели достаточно Шеву, чтобы знать, что у этой красотки есть кое-какие опасные акробатические удары, чтобы отправиться убивать в следующем году зомби.»
В 2009 году GameDaily отметило её «Девушкой Недели» галереями «Сильная девушка», «Брюнетки» (описывая её одновременно и как прекрасную, и как сильную) и «Девушки, которым мы благодарны».
В 2010 году журнал Complex поставил её 8-й в списке «горячие» женщины в видеоиграх. В том же году, GamesRadar перечислил её и Криса среди семёрки «самых яростных парных сражениях» в играх. А журнал PlayStation: The Official Magazine отмечал, что «Шева не просто красива, она умна и сильна» и её дополнение стало «вероятно, изюминкой в приключениях Resident Evil 5», давая ей награду «Экипировка Года» — за один из её альтернативных костюмов.
GamesRadar нашли её одежду одной из самых практичных в серии, добавив, что она «ходячая крепость». В 2012 году Complex поставил её 4-й в списке «Лучших чёрных персонажей в видеоиграх», а также девятым «горячим» персонажем видеоигр в целом.
С другой стороны, IGN назвал Шеву «ходячим бесполезным мешком», высказавшись за возвращение Ребекки Чемберс.. Также по мнению IGN, она «всего лишь немая, как скала, когда дело доходит до сражения с зомби», прося более значительной роли для Джилл.